# Ganbare Goemon! Karakuri Dōchū
Ganbare Goemon! Karakuri Dōchū (がんばれゴエモン!からくり道中) est un jeu d'action-aventure développé par Konami et sorti au Japon sur NES le 1er août 1986 puis le portage sur MSX2 en 1987,.

## Contenu
Ganbare Goemon! Karakuri Dōchū instaure des éléments de gameplay qui deviendront récurrents à la série Ganbare Goemon. Le jeu se déroule en vue de dessus et l'objectif est de trouver trois passes et de trouver la porte qui mène au niveau suivant. Les passes peuvent être trouvés dans des passages secrets et peuvent être parfois achetés en boutique,. Le menu affiché en haut de l'écran indique le temps restant pour atteindre l'objectif, le nombre de pièces d'or ainsi que la barre de vie,.
Un bouton est attribué pour les sauts et un autre pour les attaques. En éliminant un adversaire, Goemon gagne 5 ou 10 pièces d'or. Les pièces d'or servent à acheter des objets ou à se reposer à l'hôtel pour regagner des points de vie. Divers objets sont dispersés dans les niveaux du jeu, comme les statues de chat, qui dans cet épisode, équipe Goemon d'une nouvelle tenue et d'un lance-pierres qui lui permet d'attaquer à distance,,. La version MSX du jeu comprend un mode 2 joueurs, qui se joue à tour de rôle. Le second joueur incarne un ninja nommé Nezumi Kozo.